# Dynoides bicolor
Dynoides bicolor är en kräftdjursart som beskrevs av Nunomura 20. Dynoides bicolor ingår i släktet Dynoides och familjen klotkräftor.
Artens utbredningsområde är havet kring Japan. Inga underarter finns listade i Catalogue of Life.